# Bostonský teriér
Bostonský teriér (anglicky Boston terrier) je psí plemeno původem z USA, konkrétně z Bostonu, vyšlechtěné k psím zápasům. Časté neúspěchy v zápasech, především kvůli silnějším stafordšírským bulteriérům, vedly k tomu, že plemeno na čas upadalo, později bylo ale znovu objeveno jako dobrý společník.

## Původ
Vyšlechtěn byl v USA, v druhé polovině 19. století, původně jako bojové plemeno křížením anglického buldoka, boxera a bílého anglického teriéra. Kvůli neúspěchům v soubojích a oblíbenějšímu bojovému psu stafordšírskému bulteriérovi se ale začal využívat jen pro lov krys, a jeho populace se pomalu snižovala. Ve starších záznamech je uváděn jako americký bulteriér, lidově ho v Americe nazývají i jako „amerického gentlemana“, protože je to malý, přítulný a zároveň velmi inteligentní a bystrý pes. Dnes je uznáván Mezinárodní kynologickou federací (FCI), UKC (United Kennel Club) i AKC (American Kennel Club).

## Vzhled
Malý, kompaktní pes s vydatnou stavbou těla, malou vahou ale velkou inteligencí. Bostonský teriér má velmi krátkou ale hustou srst, která pokrývá celé jeho tělo. Má většinou žíhanou barvu s bílou náprsenkou nebo černou s bílou náprsenkou a znaky na hlavě. Je to tedy černý nebo žíhaný pes s bílými znaky. Jejich srst je na dotek hladká.
Má krátkou, výraznou hlavu s krátkým a tzv. „přimáčklým“ nosem. Má velké, trojúhelníkovité uši, které nosí úplně vztyčené. Jsou velmi vysoko nasazené. Oči jsou malé, kulaté s hnědou duhovkou a daleko od sebe. Bělmo je vidět. Výraz je velmi inteligentní ale zároveň "pohodový". Čelní stop je dobře patrný. Skus je nůžkovitý.
Krk je středně dlouhý, rovný a osvalený. Také dobře osrstěný, ale srst na něm zároveň nevytváří límec. Hřbet je velmi dlouhý oproti ostatním částem těla. Je rovný, široký a osrstěný. Ocas je velmi krátký.
Nohy jsou dlouhé a osvalené, nesmí být do "O". Tlapky nejsou úplně kulaté, mají spíše oválnější tvar s tmavými drápky.
Hmotnostně je toto plemeno rozděleno do tří tříd; lehký bostonský teriér je pod 6,8 kg, střední teriér je 6,8 – 9 kg a velký teriér má 9 – 11,35 kg. Dorůstá 38 – 43 cm v kohoutku.

## Povaha

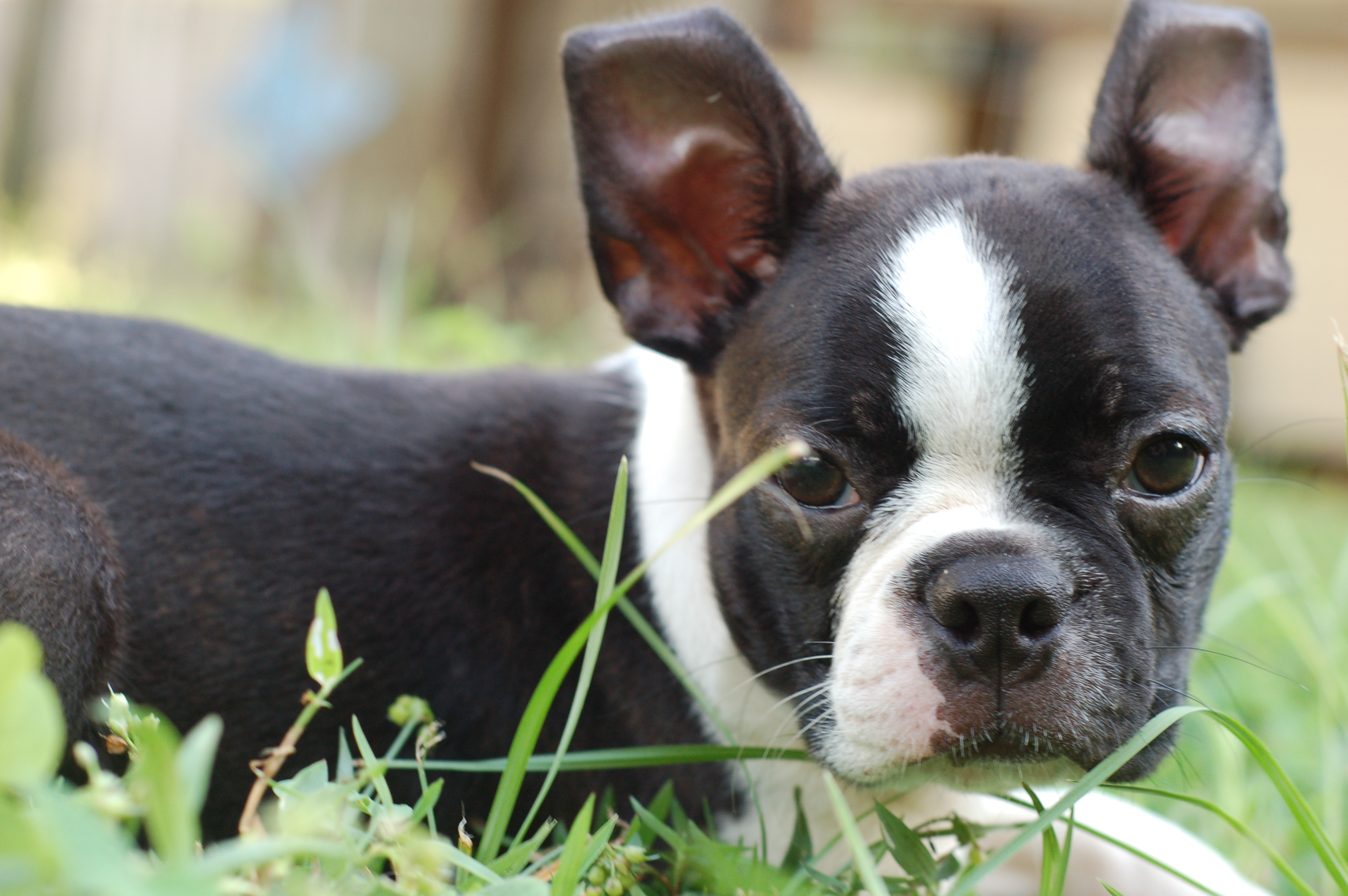

Je to chytrý, bystrý a zároveň přátelský a mazlivý pes. Má inteligentní výraz a dlouhou paměť, ve které si ukládá všechny povely, které se jednou naučí. Také je hravý a nejlépe mu je, když může být s vámi v pohodlí domova.
K cizím se zpočátku bude chovat odtažitě a bude je ignorovat, časem si na ně ale zvykne a velmi si je oblíbí. Nesmí být agresivní či až příliš přátelský. Na každého nezvaného hosta reaguje hlasitým štěkotem, ale nemá sklony k uštěkanosti.
Svoji rodinu miluje a dokáže ji a její majetek dobře bránit. Je loajální i k dětem, ale nesmí se jim dovolit, aby si se psem dělaly, co chtějí, protože bostonský teriér si nic nenechá líbit.
Ostatní zvířata má rád a nevyhledává s nimi potyčky, ale pokud před ním zvířata začnou utíkat, většinou je prožene. Bostonské teriéry je vhodné chovat i ve větším počtu, protože si spolu dobře rozumí.

## Péče
Výcvik tohoto plemene není nutností, ale kvůli jeho vitální povaze by bylo dobré, aby uměl aspoň přivolání. Výchova musí být důsledná a jasná, ale v žádném případě nesmí být bit či jinak trestán, jinak si vůči majiteli vytvoří averzi a se svou dobrou pamětí na to jen tak nezapomene. Je čistotný.
Potřebuje důkladnou socializaci, ve které se seznámí se vším, co ho bude v životě potkávat, aby nebyl v dospělosti ustrašený.
Vycházky nevyžaduje, ale je schopný se přizpůsobit a chodit na dlouhé procházky nebo i na plavání. Pozor je třeba dávat na přehřátí, proto pro něj není vhodný pohyb u kola. Hlavně při epilepsii je nutné náročný pohyb co nejvíce omezit a snížit jej jen na procházky v co nejlehčím terénu.
Celoroční pobyt venku pro bostonského teriéra není vhodný, protože jeho srst nemá podsadu a mohl by trpět chladem. Nejraději je v přítomnosti lidí, proto je lepší ho mít v bytě či domě. Je to společenské plemeno, velmi kontaktní s fixací na svého pána, kterého má silnou tendenci ochraňovat spolu s celou rodinou.

## Pohyb
Boston je tzv. brachycefalické plemeno, což znamená, že má zkrácený čumák, a to s sebou nese jistá omezení, i když právě u tohoto plemene nejsou tak výrazná. Bostonci jsou poměrně aktivní a hravě zvládnou nějakou túru nebo výšlap. Chodit s ním můžete i na cvičák a vyzkoušet třeba agility nebo jiné psí sporty. Jsou to také výborní canisterapeuté.
I když má pohyb rád, tak na něj není náročný. Spokojí se s několika venčícími procházkami, a proto je to skvělý pes např. pro seniory. Dokáže s páníčkem ležet na gauči a odpočívat, a co je nejdůležitější, tak i v tomto případě nebude hyperaktivní či neposlušný. Přizpůsobí se své rodině.